# ケンテイビアス・コールドウェル＝ポープ
- ケンタビオス・コールドウェル＝ポープ

ケンテイビアス・タネル・コールドウェル＝ポープ（Kentavious Tannell Caldwell-Pope, 1993年2月18日 - ）は、アメリカ合衆国ジョージア州トーマストン出身のプロバスケットボール選手。NBAのメンフィス・グリズリーズに所属している。ポジションはシューティングガード。

## 経歴

### カレッジ

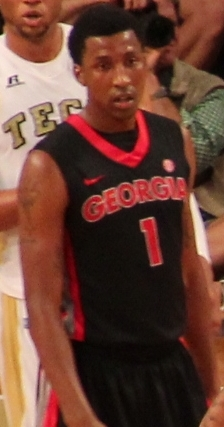
ジョージア大学でのコールドウェル＝ボープ（2012年）

ジョージア州のグリーンビル高校時代から全米クラスの選手だったコールドウェル＝ボープは、マクドナルド・オール・アメリカンに選出された。
大学進学にあたり、アラバマ大学、テネシー大学、ジョージア工科大学などの関係者がリクルートに訪れる中、コールドウェル＝ボープはジョージア大学に進学。2年生時に平均18.3得点を記録し、SECの最優秀選手に選出された。

### デトロイト・ピストンズ
2013年のNBAドラフトにアーリーエントリーを表明し、全体8位でデトロイト・ピストンズから指名を受け入団した。
2014–15シーズンには全82試合にスターターとして出場し、1試合平均12.7得点、3.1リバウンドを記録した。2014年4月16日には、オクラホマシティ・サンダー戦でキャリアハイとなる30得点を記録した。
2017年2月1日のニューオーリンズ・ペリカンズ戦でキャリアハイを更新する38得点を記録し、チームは118-98で勝利した。

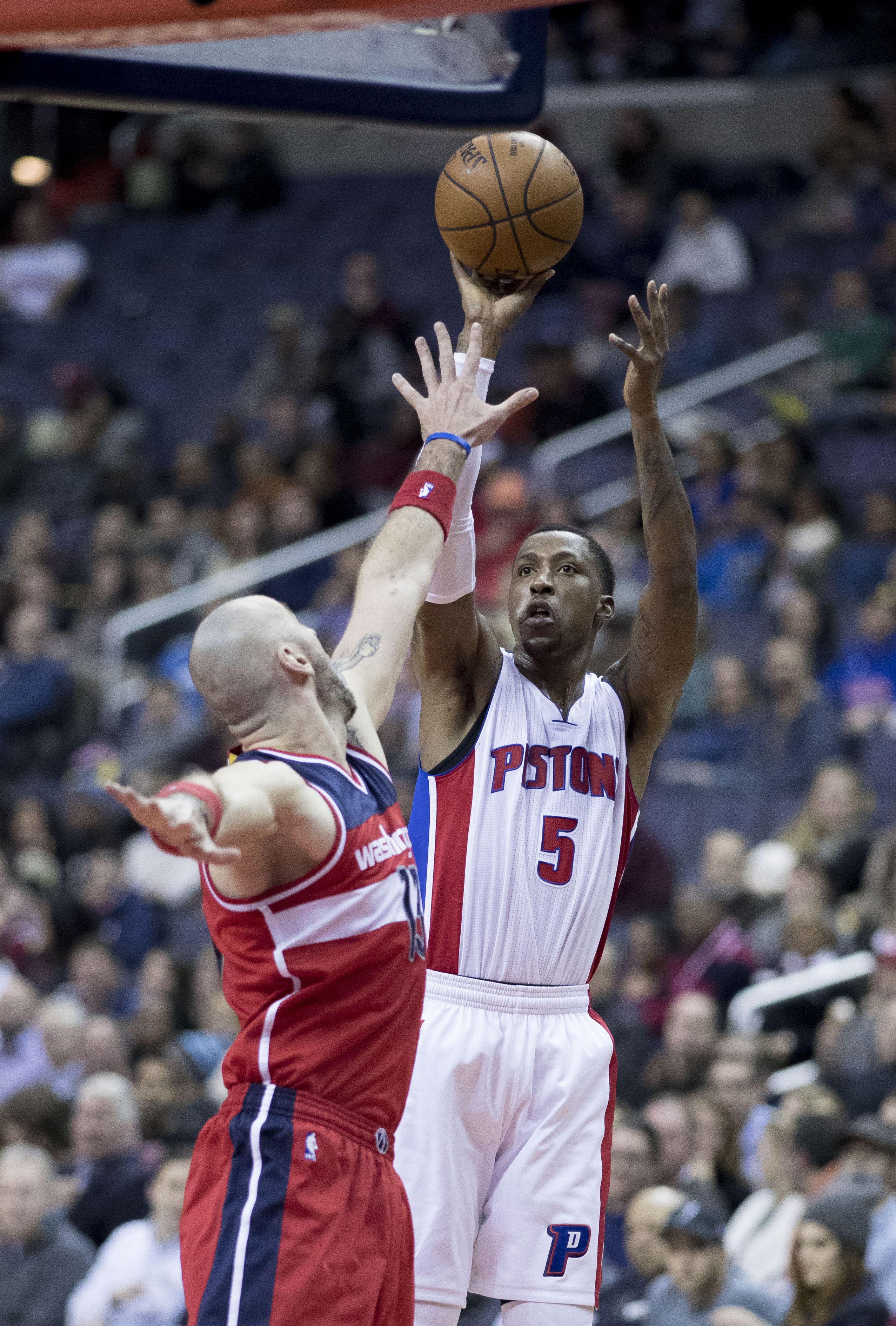
2016年12月、ワシントン・ウィザーズ戦でのコールドウェル＝ポープ。

7月7日にピストンズはボストン・セルティックスからエイブリー・ブラッドリーを獲得したのを受け、コールドウェル＝ポープに出していたクオリファイング・オファーを取り下げたことを発表した。

### ロサンゼルス・レイカーズ
2017年7月11日にロサンゼルス・レイカーズと1年総額1800万ドルの契約に合意した。
11月27日のロサンゼルス・クリッパーズ戦で29得点を記録したが、チームは115-120で敗れた。2018年2月24日のサクラメント・キングス戦でキャリアハイに並ぶ8本の3ポイントシュートを含む34得点を記録し、チームは113-108で勝利した。
7月6日にレイカーズと1年総額1200万ドルの再契約に合意した。
2019年3月19日のミルウォーキー・バックス戦でシーズンハイとなる35得点を記録したが、チームは101-115で敗れた。
2019年7月6日にレイカーズと2年総額約1600万ドルの再契約に合意した。その契約の1年目となった2019-20シーズン、自身2016年ぶりとなるプレーオフに出場を果たした。チームはNBAファイナルまで進み、自身初のNBAチャンピオンを獲得した。
オフにプレイヤーオプションを破棄してFAとなり、2020年11月21日にレイカーズと3年総額4000万ドルで再契約した。

### ワシントン・ウィザーズ
2021年8月6日にラッセル・ウェストブルックを巡る、ロサンゼルス・レイカーズ、ワシントン・ウィザーズ、ブルックン・ネッツ、インディアナ・ペイサーズ、サンアントニオ・スパーズの5チーム間の大型トレードでカイル・クーズマ、モントレズ・ハレルと共にワシントン・ウィザーズへ移籍した。

### デンバー・ナゲッツ
2022年7月6日にモンテ・モリス、ウィル・バートンとのトレードで、イシュ・スミスと共にデンバー・ナゲッツへ移籍した。また、移籍と同時にナゲッツと2年総額3,000万ドルの契約延長に合意した。
移籍1年目の2022-23シーズン、チームはNBAファイナルまで進み、自身2度目かつフランチャイズ史上初のNBAチャンピオンを獲得した。
2023-24シーズン終了後にプレイヤーオプションを破棄し、FAとなった。

### オーランド・マジック
2024年7月6日にオーランド・マジックと3年総額6600万ドルの契約を結んだ。

### メンフィス・グリズリーズ
2025年6月15日にデズモンド・ベインとのトレードで、コール・アンソニー、4つのドラフト1巡目指名権、2029年の1巡目指名交換権と共にメンフィス・グリズリーズへ移籍した。

## プレースタイル
運動能力が高く、シューターとしてだけではなくトランジションオフェンスも得意としている。また、ガードおよびスモールフォワードとしても守備をこなすスウィングマンの3&D選手である。

## 個人成績

### NBA

#### レギュラーシーズン
| シーズン | チーム | GP  | GS  | MPG  | FG%  | 3P%  | FT%  | RPG | APG | SPG | BPG | PPG  |
| -------- | ------ | --- | --- | ---- | ---- | ---- | ---- | --- | --- | --- | --- | ---- |
| 2013–14  | DET    | 80  | 41  | 19.8 | .396 | .319 | .770 | 2.0 | .7  | .9  | .2  | 5.9  |
| 2014–15  | DET    | 82  | 82  | 31.5 | .401 | .345 | .696 | 3.1 | 1.3 | 1.1 | .2  | 12.7 |
| 2015–16  | DET    | 76  | 76  | 36.7 | .420 | .309 | .811 | 3.7 | 1.8 | 1.4 | .2  | 14.5 |
| 2016–17  | DET    | 76  | 75  | 33.3 | .399 | .350 | .832 | 3.3 | 2.5 | 1.2 | .2  | 13.8 |
| 2017–18  | LAL    | 74  | 74  | 33.2 | .426 | .383 | .789 | 5.2 | 2.2 | 1.4 | .2  | 13.4 |
| 2018–19  | LAL    | 82* | 23  | 24.8 | .430 | .347 | .867 | 2.9 | 1.3 | .9  | .2  | 11.4 |
| 2019–20  | LAL    | 69  | 26  | 25.5 | .467 | .385 | .775 | 2.1 | 1.6 | .8  | .2  | 9.3  |
| 2020–21  | LAL    | 67  | 67  | 28.4 | .431 | .410 | .866 | 2.7 | 1.9 | .9  | .4  | 9.7  |
| 2021–22  | WAS    | 77  | 77  | 30.2 | .435 | .390 | .890 | 3.4 | 1.9 | 1.1 | .3  | 13.2 |
| 2022–23  | DEN    | 76  | 76  | 31.3 | .462 | .423 | .824 | 2.7 | 2.4 | 1.5 | .5  | 10.8 |
| 2023–24  | DEN    | 76  | 76  | 31.6 | .460 | .406 | .894 | 2.4 | 2.4 | 1.3 | .6  | 10.1 |
| 2024–25  | ORL    | 77  | 77  | 29.6 | .439 | .342 | .863 | 2.2 | 1.8 | 1.3 | .4  | 8.7  |
| 通算     | 通算   | 912 | 770 | 29.6 | .428 | .367 | .822 | 3.0 | 1.8 | 1.2 | .3  | 11.2 |

#### プレーオフ
| シーズン | チーム | GP | GS | MPG  | FG%  | 3P%  | FT%   | RPG | APG | SPG | BPG | PPG  |
| -------- | ------ | -- | -- | ---- | ---- | ---- | ----- | --- | --- | --- | --- | ---- |
| 2016     | DET    | 4  | 4  | 40.3 | .440 | .444 | .714  | 4.3 | 2.8 | 1.8 | .3  | 15.3 |
| 2020     | LAL    | 21 | 21 | 29.0 | .418 | .378 | .815  | 2.1 | 1.3 | 1.0 | .2  | 10.7 |
| 2021     | LAL    | 5  | 5  | 29.2 | .379 | .211 | 1.000 | 2.8 | 1.0 | 1.0 | .0  | 6.2  |
| 2023     | DEN    | 20 | 20 | 33.6 | .457 | .380 | .829  | 3.3 | 1.6 | 1.3 | .7  | 10.6 |
| 2024     | DEN    | 12 | 12 | 35.0 | .395 | .327 | 1.000 | 2.9 | 2.6 | 1.4 | .4  | 8.1  |
| 2025     | ORL    | 5  | 5  | 32.6 | .267 | .261 | .750  | 3.0 | 1.8 | 1.4 | .6  | 5.0  |
| 通算     | 通算   | 67 | 67 | 32.4 | .418 | .358 | .843  | 2.8 | 1.7 | 1.2 | .4  | 9.7  |

### カレッジ
| シーズン | チーム     | GP | GS | MPG  | FG%  | 3P%  | FT%  | RPG | APG | SPG | BPG | PPG  |
| -------- | ---------- | -- | -- | ---- | ---- | ---- | ---- | --- | --- | --- | --- | ---- |
| 2011–12  | ジョージア | 32 | 32 | 32.1 | .396 | .304 | .654 | 5.2 | 1.2 | 1.8 | .3  | 13.2 |
| 2012–13  | ジョージア | 32 | 32 | 33.9 | .433 | .373 | .799 | 7.1 | 1.8 | 2.0 | .5  | 18.5 |
| 通算     | 通算       | 64 | 64 | 33.0 | .415 | .339 | .727 | 6.2 | 1.5 | 1.9 | .4  | 15.9 |